# Birkir Bjarnason
En aquest nom islandès, el darrer nom és un patronímic, no pas un cognom. La manera de referir-se a aquesta persona és pel nom de pila.
Birkir Bjarnason (Akureyri, el 27 de maig de 1988) és un jugador islandès que juga com a centrecampista amb el Aston Villa i l'equip islandès.
Va començar a jugar a KA Akureyri però al 1999 va marxar a Noruega amb els seus pares i allà va continuar jugant al futbol. Primer va començar a jugar al Víking on s'hi va estar entre el 2006 i el 2011, el van cedir al Bodo/Glimt l'any 2008. Allà els entrenadors confaven molt en ell i veien el seu potencial. Com que va viure allà de ben jove i tenia la doble nacionalitat tenia l'oportunitat de jugar amb la selecció de Noruega però ell ho va rebutjar i va preferir jugar amb els islandesos.